# L'Wren Scott
L'Wren Scott (28 de abril de 1964 - 17 de marzo de 2014) nacida como Laura "Luann" Bambrough, fue una modelo y diseñadora de moda estadounidense. Conocida por su estatura de 1,91 metros y por ser diseñadora de moda de celebridades como Michelle Obama, Madonna, etc. Fue novia del músico británico Mick Jagger desde 2001 hasta el día de su muerte.

## Primeros años
Nacida con el nombre de Luann Bambrough en 1967, fue criada por sus padres adoptivos mormones, Ivan y Lula Bambrough, en Roy, Utah.

## Carrera
Como sugerencia del fotógrafo Bruce Weber, quien vio a la modelo en Calvin Klein realizando una sesión de fotos, dejó Utah para dirigirse a París con la misión de seguir la carrera de modelo. Al llegar a la capital francesa, trabajó con Chanel y Thierry Mugler, como también de modelo con varios fotógrafos reconocidos, como Guy Bourdin, David Bailey y Jean-Paul Goude, entre otros.

## Fallecimiento
Scott fue encontrada muerta por su asistente, en el 200 de Eleventh Avenue (Undécima Avenida), Chelsea, Manhattan, Nueva York, cerca de las 10 horas de la mañana del 17 de marzo de 2014. La noticia llegó un mes después de que su desfile en Londres fuera cancelado tan solo unas semanas antes de la hora programada y coincidía con la gira australiana de Rolling Stones, que ese día tocaba tierra en la ciudad de Perth. Un portavoz del cantante ha declarado a ABC News que Mick Jagger se encontraba "completamente en shock y devastado por la noticia". Ahora Mick Jagger ha publicado una conmovedora carta en su web personal para la que fue su novia por 13 años, L'Wren Scott. Además, ha cancelado los conciertos que tenía programados con los Rolling Stones en Australia, país en el que se encontraba cuando se enteró de la noticia. "Todavía estoy luchando para entender cómo mi amante y mi mejor amiga ha podido acabar con su vida de esta manera tan trágica. Hemos pasado unos años maravillosos y habíamos conseguido construir una gran vida juntos. Su presencia era maravillosa y poseía mucho talento, que no solo era admirado por mí. Estoy agradecido por todas las frases que la gente ha escrito sobre ella y también por todos los mensajes personales de apoyo que he recibido."
Una portavoz de la policía indicó que a las 10.05 horas (14.05 GMT) se recibió una llamada en los servicios de emergencia desde esa dirección, diciendo que había una mujer inconsciente. Se sospecha de un suicidio.